# Château d'Auvillars
Le château d'Auvillars est un château moderne situé  à Auvillars-sur-Saône (Côte-d'Or) en Bourgogne-Franche-Comté .

## Localisation
Le château est situé dans la partie sud du village sur un éperon qui domine la vallée de la Saône. Orienté au sud-est, il est limité au nord et à l'ouest par deux combes retaillées en fossés qui en délimitent la basse-cour accessible par le nord-ouest.

## Historique
Le premier seigneur connu d’Auvillars est Odo d'Argilly en 1285. Le domaine passe ensuite à diverses familles au gré de mariages et héritages et un château fort est construit en 1409 par Jean de Saint-Hilaire. En 1470 la maison forte d’Auvlars est à Philibert de Corcelles seigneur de Poullans. En 1636 les troupes de Gallas s’emparent du château, le pillent et pendent sa garnison. Le château est réparé et modifié en 1650 par Louis Gallois. D'après les plans du XVIIIe siècle c'était un édifice rectangulaire constitué de plusieurs bâtiments autour d'une cour flanquée de trois tours rondes. Il est remanié considérablement au XIXe siècle avec ajout du pavillon est, des parties agricoles, du lavoir et du colombier[réf. souhaitée].

## Architecture
Le château actuel est installé sur une plate-forme dont les fossés sont encore bien marqués du côté de la base de l'éperon. On pénètre par une tour-porche à deux étages carrés, percée d'une porte charretière plein-cintre défendue par des archères- sur ses murs latéraux. Le corps de logis est constitué par un bâtiment de briques à un étage carré dont la façade nord a conservé quelques baies gothiques et une tour semi-ronde percée de canonnières. La tour carrée qui complète cet ensemble à l'est date du XIXe siècle. Le colombier et les communs forment un bâtiment de plan en L[réf. souhaitée].